# Franco Castellani
Franco Castellani (Roma, 21 novembre 1915 – Roma, 4 agosto 1983) è stato un attore italiano.

## Biografia
Impiegato quasi sempre come caratterista, è stato attivo in cinema e televisione (ha preso parte a diversi sceneggiati) fra gli anni quaranta e i sessanta. Viene ricordato fra l'altro per essere stato interprete, accanto a Vittorio Gassman, di un episodio del film del 1963 I mostri.
Attore e regista, è stato fondatore del Teatro dei Satiri a Roma, di cui divenne il primo produttore e direttore artistico.
È stato sposato con l'attrice Elvy Lissiak.

## Filmografia
- Caravaggio, il pittore maledetto (1941)
- L'uomo dalla croce (1943)
- Posto di blocco (1945, alias Povera gente titolo alternativo)
- Non ho paura di vivere (1952)
- Andrea Chénier (1955)
- Adriana Lecouvreur (1955)
- Città di notte (1958)
- La sposa bella (1960, non accreditato)
- Una tragedia americana (1962, sceneggiato televisivo)
- I mostri (1963, episodio La raccomandazione)
- Il processo di Verona (1963)
- Gli onorevoli (1963)
- Superseven chiama Cairo (1965)
- Vita di Dante (1965, sceneggiato televisivo)
- Uccidete Johnny Ringo (1966)
- Le inchieste del commissario Maigret (1966, serie televisiva, episodio La vecchia signora di Bayeux)
- Il conte di Montecristo (1966, sceneggiato televisivo, episodio Il tesoro)
- Le avventure di Laura Storm (1966, serie televisiva, episodio I due volti della verità)
- Le spie amano i fiori (1966)
- Stasera Fernandel (1968, serie televisiva, episodio La notte delle nozze)
- Jekyll  (1969, sceneggiato televisivo, episodio, La pietà di novembre)
- I racconti di padre Brown (1970, serie televisiva, episodio La croce azzurra)
- Il conte Dracula (1970)
- Un'estate, un inverno, regia di Mario Caiano - miniserie TV (1971)

## Prosa televisiva Rai
- Jack l'infallibile, regia di Raffaele Meloni, trasmessa il 30 agosto 1963.
- L'ospite sconosciuto di Charles Vildrac, regia di Alessandro Brissoni, trasmessa il 31 maggio 1963.
- Maria Stuarda, regia di Luigi Squarzina, trasmessa l'8 settembre 1968.
- La pietà di novembre di Franco Brusati, regia di Valerio Zurlini, trasmessa il 28 dicembre 1968.